# مقاطعة لورنس (ألاباما)
مقاطعة لورنس (بالإنجليزية: Lawrence County, Alabama)‏ هي إحدى مقاطعات ولاية ألاباما في الولايات المتحدة. تأسست سنة 1818، بلغ عدد سكانها 34339 نسمة في عام 2010 حسب إحصاء مكتب تعداد الولايات المتحدة .

## أعلام
- جون غريغ
- غاري أوين
- ناثانيل باريت

## وصلات خارجية
- www.lawrencealabama.com